# 無限革命論

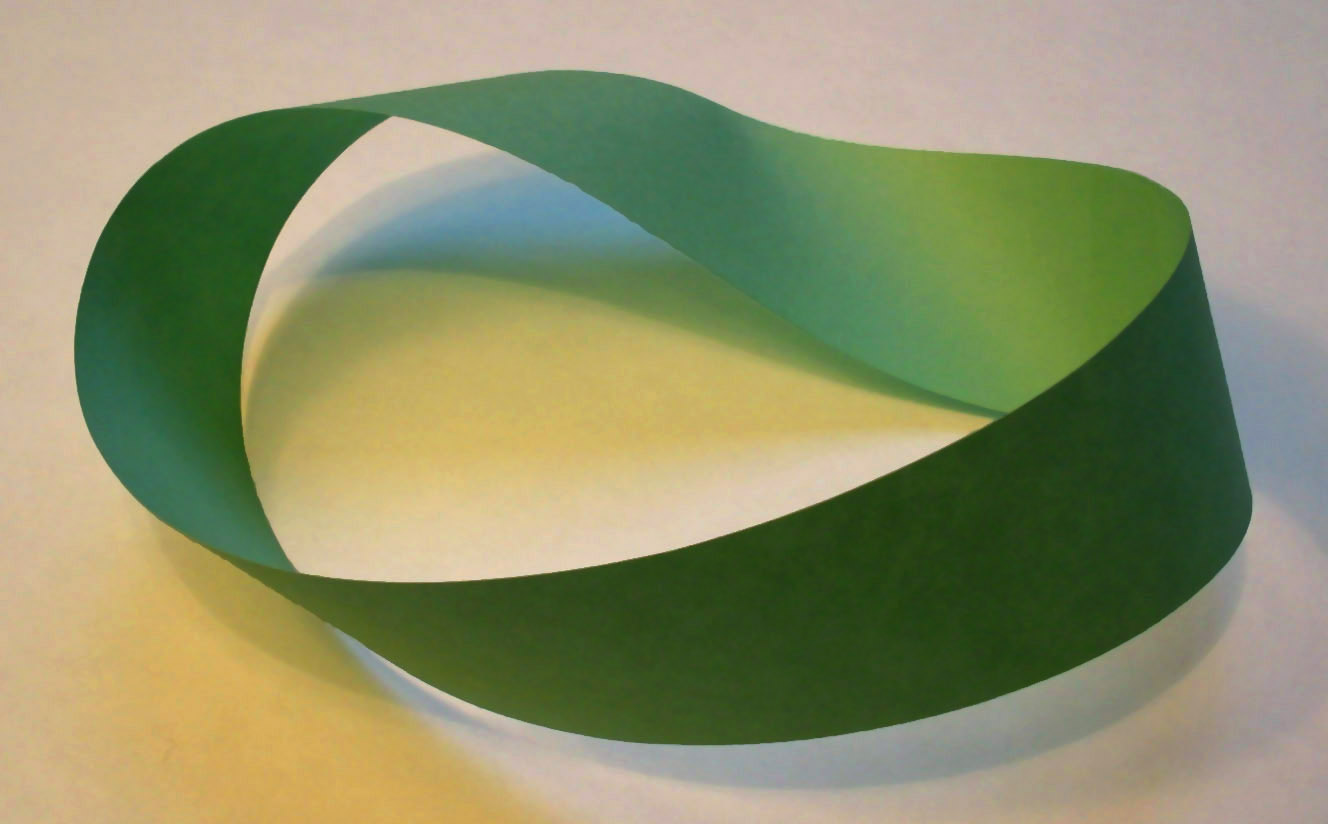
メビウスの帯。一つの面と一つの辺を持つメビウスの帯は位相幾何学で研究される対象の一種。

∞は無限を示す記号である。

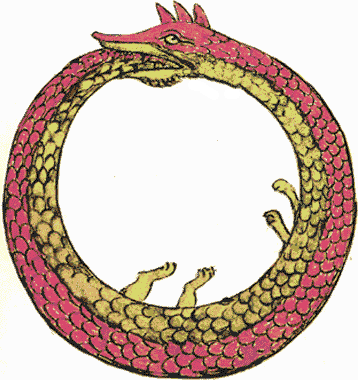
ウロボロス、循環性（悪循環・永劫回帰）、永続性（永遠・円運動・死と再生・破壊と創造）、始原性（宇宙の根源）、無限性（不老不死）、完全性（全知全能）など、意味する

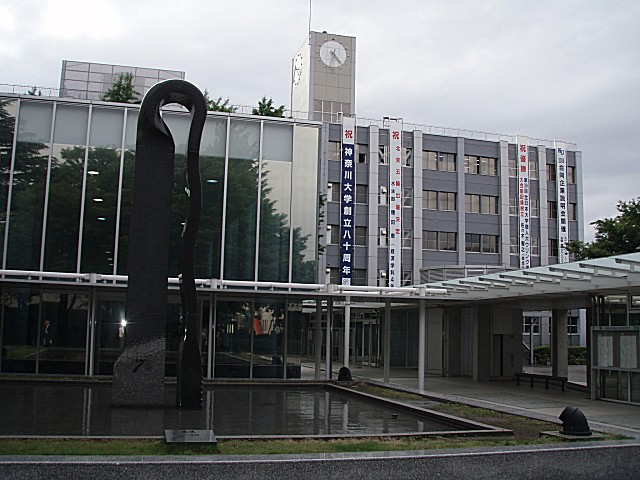
神奈川大学横浜キャンパス碑「メビウス”永遠”」

無限革命論（むげんかくめいろん)とは、人間の実存を哲学の中心におく実存主義思想的立場から出発して、中国明朝末期の東林学派の経世致用の学(学問は現実の社会問題解決の為に用いなければならないとする思想)と結びつき、またサルトルのマルクス主義の評価と同様に、マルクス主義の革命の理論を実存主義に取り入れ、人間の現実実存の為に現実の社会問題を無限に改革してゆくべきとする思想。
主に神奈川大学人文学会及び、神奈川大学人文学研究所在籍の哲学者・比較文明学者らによって主張されている。保守主義と進歩主義の衝突が「久遠」、「永遠回帰」や「永遠」や「無限」に繰り返されるという思想が特徴である。

## 概要

### 実存主義
実存主義（じつぞんしゅぎ、フランス語: existentialisme、英語: existentialism）は、人間の実存を哲学の中心におく思想。本質存在（essentia）に対する現実存在（existentia）の優位を説く思想とされている。横濱専門学校（神奈川大学）では京都大学出身の実存主義哲学者（京都学派）の信太正三がフリードリヒ・ニーチェを研究（著書『ニイチェ研究 実存と革命』創文社1956年等）、やはり京都大学で哲学を専攻した草薙正夫は日本で最も早期にカール・ヤスパースの思想を研究し（著書『実存哲学の根本問題 現代におけるヤスパース哲学の意義』創文社1962年等）、1951年2月23日（2月23日はヤスパースの誕生日）武藤光朗、鈴木三郎、金子武蔵と共に「日本ヤスパース協会」を創立し、神奈川大学に教授として在籍した。

### 永劫回帰
永劫回帰（えいごうかいき、ドイツ語: Ewig Wiederkehren）とは、フリードリヒ・ニーチェの思想で、『ツァラトゥストラはこう語った』においてはじめて提唱された。「時間は無限であり、物質は有限である」という前提に立ち、無限の時間の中で有限の物質を組み合わせたものが世界であるならば、現在の世界が過去に存在し、あるいは将来も再度全く同じ組み合わせから構成される可能性について示唆している。

### 積極的ニヒリズム
経験が一回限り繰り返されるという世界観ではなく、超人的な意思によってある瞬間とまったく同じ瞬間を次々に、永劫的に繰り返すことを確立するという思想である。ニーチェは『この人を見よ』で、永劫回帰を「およそ到達しうる最高の肯定の形式」と述べている。ニーチェは積極的ニヒリズムを肯定し、永劫回帰の思想の下、自らを創造的に展開していく、鷲の勇気と蛇の知恵を備えた「超人」になることをすすめた。第二次世界大戦後、サルトルらによって世界的に広がった実存主義は、普遍的・必然的な本質存在に相対する、個別的・偶然的な現実存在の優越を主張、もしくは優越となっている現実の世界を肯定してそれとのかかわりについて考察する思想であるとされる（「実存は本質に先立つ」）。がさらに発展して、本質はこうだが現実はこうであり、本質優位を積極的に肯定せずに、現在の現実をもってそれをどう解決していくべきなのかを積極的に考える現実改革の思想へとつながる。

### 実存主義（あるいは現象学的存在論）をマルクス主義の内部に包摂
サルトルは講演『実存主義はヒューマニズムであるか』（著作物『実存主義とは何か』）の中で「実存は本質に先立つ」、「人間は自由という刑に処せられている」と言い切り、無神論的実存主義を進める中で、自らのアンガージュマン<engagement>（社会参加）の実践を通して、しだいに社会的歴史的状況に対する認識を深め、マルクス主義を評価するようになっていく。『存在と無』に続く哲学的主著『弁証法的理性批判』は、実存主義（あるいは現象学的存在論）をマルクス主義の内部に包摂することによって、史的唯物論の再構成を目指したものだった。

### 神の内在化-神の死の神学
ニーチェのことばである「神は死んだ」（ここにいう神とはイエスキリスト）は、1960年代になり、公民権運動が盛んな時代のアメリカの神学者たちが使うようになり、無神論も広まったが、一方で、アメリカ人のキリスト教神学者トマス・アルタイザーはエモリー大学で教えている間に、1965年と1966年の二回雑誌記事に『神は死んだか?』を発表（後に出版される）。「この歴史の中に神が全く内在化している。」として「神の内在化」を述べたのであった。

### 京都学派哲学からの神奈川大学への影響
上記は世界の実存主義哲学の流れであるが、日本でも実存主義が研究される。横濱専門学校（神奈川大学）では京都大学の実存主義哲学者（京都学派）を講師、教授に積極的に招いていたので、1953年、人文科学に関する学術を研究し社会一般の文化的進歩に貢献するために神奈川大学人文学会が設立、機関誌『人文研究』を発行、京都大学系哲学者信太正三、草薙正夫などが活躍。京都学派哲学者高山岩男は海軍の言論報告会理事に居た廉で公職追放命令を受け、浜名湖畔で隠遁生活を送っていたがヘーゲル哲学の弁証法を用いて、西田幾多郎の「場」の理論、田辺元の「種」の理論、和辻哲郎の禅の研究・仏教哲学等の京都学派哲学を基礎にして、1951年独自に高山哲学の根本原理『場所的論理と呼応の原理』を発表。後、1952年神奈川大學創設者米田吉盛の要請で神奈川大学法経学部教授に就任、東京久我山に越した。高山岩男は神奈川大學在籍中～在籍後にかけて、1956年『中立の過去と現在』、1959年『保守主義と進歩主義』、1961年『国際的中立の研究』等を著述発表。高山岩男は右翼にも左翼にも傾倒しない中立を模索したが、戦後日本ではマルクス主義が流行り、神奈川大學でもマルキスト、トロツキストの理論が実存主義と結びつく。

### 東林学派・経世致用の学、水戸学
一方、経世致用の学は、学問は現実の社会問題解決の為に用いなければならないとする思想であり、中国明朝末期の東林党（東林学派）に端を発し、朱舜水が江戸時代の日本の水戸藩水戸学に影響を与え、戦前より日本の儒教思想にも浸透した考えであった。水戸学の藤田東湖の漢詩『回天詩史』では「回天」、即ち「天を回転させる、天下の形勢を変える」という思想が見える。水戸学は「愛民」「敬天愛人」「尊王攘夷」等の思想で知られる。
1929年に保守中道の昭和期の政治家米田吉盛の設立した横濱専門学校（神奈川大学）は、経世実用（経世致用の学）を学風とし日本文化の伝統を守る質実剛健の精神及び海外の精神文化を積極進取する精神を重んじていた。神奈川大学横浜図書館には徳川光圀編『舜水先生文集』（正徳5年（1715年）、朱舜水研究の最重要文献）が所蔵されている。西洋の思想である実存主義と、東洋の思想である経世致用の学の結び付く土壌があった。
神奈川大学の学風と東林党（東林学派）の共通点は、
- 学問の現実問題改革へ利用精神
- 地方分権思想-神奈川大学法学部には自治行政学科を設置している
- 海外の知識の積極進取
- 「公」によって君主(政府)批判-日米同盟批判、沖縄基地問題批判、米軍空母寄港反対運動等（神奈川大学では、1968年1月 原子力空母エンタープライズ (CVN-65)寄港阻止支援カンパ問題（佐世保エンタープライズ寄港阻止闘争）、1973年 9月14～15日「九・一五ミッドウェイ (空母) (USS Midway, CVB/CVA/CV-41) 横須賀母港化反対闘争」の学生運動が起きている。）
- 鄭成功、朱舜水等の反清復明運動、水戸学会沢正志斎尊王攘夷思想-1965年憲法学者黒田覚の憲法改正論議、反欧米化運動、1970年三島事件、古賀浩靖、小賀正義等
- 水戸学 「愛民」「敬天愛人」-神奈川大学学生のボランティア活動等

などである。

### 神奈川大学建学精神の神髄解明
高山岩男は1963年に神奈川大学創設者米田吉盛の要請で『神奈川大学の建学精神の神髄解明』を纏め、その中で、質実剛健（保守）精神と積極進取（革命）精神の両精神がダイナミックに衝突する事により真の進歩が齎されると論じている。
質実剛健（保守）と、積極進取（革命）は、一見、矛盾する精神であるが、その矛盾が衝突し、真の進歩が齎されるとするのは、高山岩男の「場所的理論と呼応の原理」（課題→解決）にも対応している。

### 思想の衝突の理論
1965年、神奈川大学人文学研究所所長だった草薙正夫は『神奈川大学人文学研究所報発刊のことば1965. 3. 25』で次の要点を指摘している。
- 日本の学問的使命は特に重大である
- 日本はインド仏教（インド文明）と儒教（シナ文明）との対決（衝突）が歴史的に現実に起き、生きてきた国であり、さらに明治以後東洋文明と西洋近代文明と対決（衝突）を続けてきた国である。
- 日本民族が単に西洋近代文明の模倣と追従に甘んじることなく独自の文化的創造を企てようとするならばまず我が国における現在の東洋文明と西洋近代文明との対決（衝突）の決算を行うことが先決問題である

### ダイナミックな思想の衝突の現実化-反米主義の世界的潮流
第二次世界大戦後の冷戦下、「パクス・アメリカーナ」の時代が本格的に始まり、アメリカ合衆国の政府や大企業が「世界の保安官」「世界の警察官」を自認し、「資本主義（自由主義）陣営の防衛」を名目に、諸外国に対して政治・軍事・経済・社会など諸々面で介入を行ない、アメリカ企業が世界の大衆文化に大きな影響力を行使するようになる。1960年代ベトナム戦争の泥沼化長期化の中で、アメリカ合衆国に反発し厭悪する感情や主張、いわゆる、反米主義（英: Anti-Americanism）が巻き起こった。神奈川大学内でも実際に「思想の衝突」が起きたのである。
- 新左翼と親米保守の思想の衝突

1968年神奈川大学でも佐世保エンタープライズ寄港阻止闘争を切っ掛けに学生運動が起こり、学生と教授團が討論会を開くなど、混乱状態になった。
- 反米保守民族派右翼と親米保守の思想の衝突

また、1970年には極右民族派(反米保守)の神奈川大学学生の一部が、現行の日本国憲法はアメリカ合衆国に押し付けられた憲法であるとして、改憲と自衛隊の決起（クーデター）を呼び掛ける「三島事件」に参加するなど反米主義が具体的、物理的行動にエスカレートしていった。

### 比較文明論
神川正彦は神奈川大学に教授として在籍し、また山本新 (文明学者)は、イギリスの歴史学者アーノルド・J・トインビー研究の第一人者として、『文明の変動と構造』（創文社、1961年）を著して、比較文明論の学問領域を確立した。

### 神奈川大学人文学研究所
1963年、人文学研究領域相互の活発な研究活動を支援することを目的に神奈川大学の付属研究所として設立された神奈川大学人文学研究所において実存主義哲学研究や現実の社会問題改善の為の革命に関する研究論文やポストコロニアル理論等の論文が多数発表されている。
松山正男は神奈川大学人文研究所研究叢書、『聖と俗のドラマ』、勁草書房、pp.6-85、1993年「鈴木正三の聖俗一致説」という論文の中で、武士から曹洞宗の僧侶になった江戸時代初期旗本鈴木正三が日常の労働を重視していることを指摘し、労働を通して人は修行し向上してゆくと述べている。

### 神奈川大学人文学会
1953年、神奈川大学人文学会は「人文科学に関する学術を研究」し、「社会一般の文化的進歩に貢献」するために設立。外国語学部および人間科学部に所属する教員、および、これら人文系学部・大学院・ゼミナールにおいて学修する学生（学生会員として学部会を運営）によって構成大学本体から独立した組織となり哲学研究の場となっている。小野地健は、日本各地に伝わる八百比丘尼伝承（人魚伝承）を研究し、不老不死や日本人の死生観を研究した。神奈川大学上原雅文らの人文学会の共同研究グループ「自然観の東西比較」の『古事記』『日本書紀』『風土記』『万葉集』の自然観（原始神道）の研究もあり、西洋哲学がギリシア以来の哲学的概念を使用して様々な思想を考察してきた伝統があるに比して、中江兆民が「我日本古より今に至る哲学無し」（『一年有半』）と言ったとされるが、日本では（中国をはじめアジア諸国でも）、一貫した概念の歴史の積み上げがなかったとし、西洋の超越観念との「比較」を行うための前提としての、東洋の神・仏や天などの超越観念に対する一貫した研究をする必要があるとし、まずは日本で展開してきた自然観を、つまり「自然」・「超越観念」・「人間」という三項の体系の中での自然の意味を、歴史的に叙述しようと試みている。
などの、『日本書紀』、『風土記』などの文献に、光る神、邪神（ あしきかみ）、荒ぶる神などの自然への畏怖の対象となる神が登場すると指摘し、岩・草木のわき上がるような（「彿騰わきあがる」）威力を持った存在の様態が、「神」「邪神」と表現され、意味づけを逸脱した不可思議な「もの」の様態が「神」と捉えられており（古語「もののけ」の「もの」に近い））。人々は意味づけられた自然物の背後に、意味づけ以前の「もの」を想定し、それを「神」と名付けたのであろうと推察している。（隙間の神（すきまのかみ、英: God of the gaps）、現時点で科学知識で説明できない部分、すなわち「隙間」に神が存在するとする見方の理論を参照）

### 宗教の必要性
高山岩男は神奈川大学教授職在籍当時、『宗教はなぜ必要か』 創文社 1953年 (フォルミカ選書）、『現代の不安と宗教』 創文社 1955年で、宗教の必要性について論じている。

### インド哲学・仏教哲学の輪廻転生との比較
神奈川大学に在籍した湯田豊はインド哲学・仏教哲学における輪廻転生と実存哲学とを比較し、カルマの法則による輪廻転生では、我々の存在は刑罰であり、最終的に輪廻の苦行から逃れる事を願うのに対して、実存哲学の「永遠の回帰」は逃亡不可能であるとする。（湯田豊神奈川大学教授・論文「永遠の回帰、および輪廻」1987年より）

### ポストコロニアル理論研究・社会問題改革
2016年には作家目取真俊を招待して神奈川大学人文学研究所主催講演会「沖縄・辺野古で起きていること見たこと、考えたこと」と題し、沖縄の米軍基地建設反対運動に関する講演会を開催している。
神奈川大学のポストコロニアル理論の研究や現実の社会問題の改善の活動は、実存主義の思想の影響を受けており、現在においてもその傾向はある。
神奈川大学には多様な研究者がおり、信太正三の無限革命の理論でいう＜（無限）革命＞や、高山岩男の呼応の原理に現れる「課題→解決」や、神奈川大学建学精神でいう「思想」の＜衝突＞が起きている。しかし、それによって「真の進歩」が理論上齎されるとする。

### カルチュラル・スタディーズ・民俗資料学・民俗学研究
神奈川大学には渋沢敬三の民俗学研究が引継がれ常民文化研究所が設置され、1993年に日本における歴史学・民俗学のさらに新たな領域を開拓するために民俗資料学研究科が設置された。歴史研究や民俗研究の基礎には必ず資料が存在するが、その資料を適切に扱い活用する技法を身につけ、資料を分析して＜日本社会を究明する＞事を目的としている。
福田アジオの民俗学、民俗資料学研究、中島三千男の 神 (神道)と明治政府（国家）の宗教政策の研究、国家神道体制の確立過程研究、網野善彦や橘川俊忠の研究、縄文アニミズム（精霊信仰）時代～アイヌ民俗学の研究、中島三千男海外神社研究などの研究がある。神奈川大学特任教授近藤好和は日本の古代～中世の武具と、西洋の武具（甲冑等）について比較研究した。
世界ではカルチュラル・スタディーズと理解される学問分野の研究も行っている、例えば2013年には神奈川大学主催国際シンポジウム Transform, Transfigure, Transcend: Translation in Cultural Studies「変形、変容、超越 ― カルチュラル・スタディーズと翻訳」として、講演会を開催。

### 汎神論
神 (神道)、古神道の自然のもの全てには神が宿っているとする八百万の神や神奈備の考え方は「神の内在化」である（汎神論参照）。またスピノザが提唱した神即自然 (deus sive natura) の概念(この自然とは、植物のことではなく、人や物も含めたすべてのこと)に代表される非人格的な神概念も汎神論とされる。神奈川大学教授工藤喜作は1967年「スピノザの汎神論研究」で筑波大学文学博士。

### 生き神信仰研究
筑波大学退官後、神奈川大学に教授として在籍した宮田登は、日本人には人を神に祀る習俗（生き神信仰）があると研究している。（宮田登著『生き神信仰』塙書房〈塙選書〉、1970年）また博士論文は「ミロク信仰の研究 日本における伝統的メシア観」であり日本人の伝統的メシア思想・弥勒菩薩信仰を研究。

### 宗教多元主義
日本人は、八百万の神々の信仰を持つ為、元来、宗教多元主義だとする指摘がある。神奈川大学に在籍した宮嶋俊一は宗教多元主義（Religious Pluralism）について研究している。

### 伝統継承
神奈川大学では神道系の行事も行っており、神奈川大学工学部機械工学科開設時よりの伝統行事「ふいご祭り」（金山神社信仰）を横浜キャンパス23号館機械工作センターにて毎年11月に執り行っている。またキャンパス再開発の土木工事、建設工事前には神道式の地鎮祭を執り行う。

### 神奈川大学学内の宗教禁止
しかし、一方で、神奈川大学では特定宗教の布教活動は禁止されている為、神奈川大学が特定宗教を布教する事はないとされる。

### 久遠の覇者
神奈川大学体育会では、応援歌の名称、歌詞や応援幕のスローガンに「久遠の覇者」という単語を使用している例が見られる。「久遠の覇者」とは実存主義の「永劫回帰」や「無限革命論」に通ずる。神奈川大学アメフト部部室に掲げられるスローガン「何事も永遠の理想に勝る今日の実業」は同様に実存主義に通じ創部者アメフト部OB会長永田氏の言葉とされる。

### 科学によるアプローチ、生命、物質、光、無限、確率、位相等の研究
一方、神奈川大学理学部・工学部では、吉田稔工学部教授「構成的場の理論」研究、阿部吉弘理学部教授「無限集合論」研究、酒井政美理学部教授「位相幾何学（トポロジー）」研究など数学、物理を通して、無限や、確率、次元について研究する。神奈川大学では理学部、工学部に、物質、生命等様々な研究する研究機関を設けて生命の謎を研究している。

### ウロボロス
神奈川大学工学部素粒子物理学の三田一郎教授は、「ウロボロス」に例え宇宙の構造を説明する。「科学と神」と題して、大きな蛇ウロボロスが自らの尾を銜える姿によって、宇宙の成り立ちは、ビッグバン～現在の私たちの世界～ビッグバン直後の素粒子の世界という大きなループ構造にあり、「大きな宇宙と小さな素粒子はつながっている。」と説明する

### 人間原理
神奈川大学学長を務めた宇宙物理学者桜井邦朋は、著書『宇宙には意志がある―最新科学がついに解明 』『命は宇宙意志から生まれた』等で、物理学では、自然法則とその中に現れる物理定数が求められている値とごくわずかでも異なれば人類はおろか、地球も惑星も恒星も存在しえなかった。(・宇宙の膨張力と万有引力(重力)の関係の適度さ ・宇宙にある物理定数の絶妙と思える設定(例、陽子と電子を結合するために不可欠な電磁的相互作用が少しでも違っていたら、生命に必要な元素は作られない。炭素原子は沢山の手をもっているおかげで様々に富んだ分子を構成できるが、少しでも数値が違っていたら生命にとって好都合な炭素はできなかったetc。)
)現在の状況、「人類の誕生は、宇宙の進化から必然的に生み出された結果なのではないか」とし、「宇宙は、人を生み出すために作られた」という驚くべき人間原理説に共鳴している。（宇宙原理も参照。）

### メビウスの帯
神奈川大学横浜キャンパス1号館学生掲示ホール脇噴水の中心に聳え立つモニュメントは『メビウス”永遠”』（メビウスの帯は1周して戻ってくると向きが逆転しているという性質を有していることから、無限ループ構造を持つプロット（ループもの）や登場人物がなんらかの経験を経て考えをあらためて過去（あるいは元いた場所）に戻る際の比喩。）。2002年設置1998年の創立70周年記念事業で宮陵会及び後援会より寄贈。

## 思想史
京都大学哲学者西田幾多郎の「絶対矛盾的自己同一論」（「過去と未来とが現在において互いに否定しあいながらも結びついて、現在から現在へと働いていく」）や、鈴木大拙の「即非の論理」（「Aは非Aであり、それによってまさにAである」）、田辺元の「種の理論」らの京都学派は、東洋の思想と西洋の思想の比較から日本人独自の思想を考えたが、京都学派四天王高山岩男、京都大学で哲学を専攻した草薙正夫、信太正三、一橋大学の哲学者武藤光朗、東京大学の神川正彦らは、経世実用を学風とする横濱専門学校（神奈川大学）で教授の職を得て、神奈川大学人文学会で、ニーチェ、カール・ヤスパース研究などの実存主義に関する論文を発表してゆく中で、神奈川大学の学風であった経世実用（経世致用の学）の考え方と結びつき、また、サルトルがマルクス主義を評価したのと同様に、神奈川大学でも風早八十二、美濃部亮吉らのマルクス主義の影響があったことから、マルクスやトロツキーの革命論（トロツキーの永続革命論）との比較をし、人間の現実実存の為に現実の社会問題を無限に改革してゆくべきとする無限革命の思想が生まれた。1952年より神奈川大学に在籍した高山岩男は1963年に神奈川大学創設者米田吉盛の要請で『神奈川大学の建学精神の神髄解明』を纏め、その中で、質実剛健（保守）精神と積極進取（革命）精神の両精神がダイナミックに衝突する事により真の進歩が齎されると論じている。米田吉盛の提唱した「質実剛健」と「積極進取」神大建学精神の主張は、高山岩男により「衝突により進歩する」と哲学的裏付けを得た。

## 名称
「無限革命」の名称は信太正三が著書『永遠回帰と遊戯の哲学 ニーチェにおける無限革命の論理』勁草書房(哲学思想叢書)1969年の中で用いている。
また武藤光朗は著書『社会科学におけるプロレタリアと実存 マルクスとウェーバー』、『マルクス主義と実存哲学』の中で、プロレタリアと実存主義の接近を試みる。
保守精神も重んじ、日本古来の伝統文化の研究も疎かにせず、最終的に保守中道で在る点で、キューバ革命政権や毛沢東派（毛沢東の文化大革命はエスカレートし従来の宗教（仏教等）をマルクス主義に基づき否定し破壊した）学生運動を応援し左派陣営であったサルトルや、トロツキーの永続革命論とは立場を異にする。

## 関係する著名人

### 哲学者・思想家・研究者
- 米田吉盛（神奈川大学創立者・政治家）-質実剛健と積極進取、中正堅実の神大精神考案者
- 草薙正夫（神奈川大学・京都大学）-ヤスパース研究
- 信太正三（神奈川大学・京都大学）-ニーチェ研究
- 高山岩男（神奈川大学・京都大学）-『場所的理論と呼応の原理』
- 武藤光朗（神奈川大学）-マルクス主義と実存哲学
- 工藤喜作 (神奈川大学・筑波大学)-1967年「スピノザの汎神論研究」
- 湯田豊 (神奈川大学）-インド哲学と実存哲学の比較
- 上原雅文 (神奈川大学）-自然観の東西比較
- 小林孝吉（神奈川大学）『神奈川大学評論』創刊以来編集専門委員-内村鑑三などキリスト教神学を研究
- 宮田登(神奈川大学・筑波大学)国立歴史民俗博物館客員教授。民俗学者。「ミロク信仰」「生き神信仰」や天皇制に関する研究
- 松山正男（神奈川大学）-「鈴木正三の聖俗一致説」

### 研究者（実学）
- 風早八十二（横濱専門学校講師）-マルクス主義法学
- 美濃部亮吉（横濱専門学校講師）-マルクス主義経済学
- 大熊信行（神奈川大学）-資源配分論研究
- 諸田實-（神奈川大学）-フリードリッヒ・リスト『国民経済学』研究
- 神川正彦（神奈川大学）-比較文明論
- 山本新 (文明学者)、信太正三共編 『伝統と変革』、アーノルド・J・トインビー研究
- 黒田覚（法学者・憲法学）（神奈川大学・京都大学）
- 中島三千男（神奈川大学）-国家神道の成立過程研究
- 常石敬一（神奈川大学）-歴史学者、731部隊研究
- 橘川俊忠（神奈川大学）-歴史学者
- 網野善彦（神奈川大学）-民俗学者
- 大里浩秋（神奈川大学）-中国近現代史・辛亥革命研究者
- 小林一美（神奈川大学）-中国近現代史・義和団の乱研究者
- 後藤政子（神奈川大学）-キューバ近現代史・キューバ革命研究者
- 永野善子（神奈川大学）-フィリピン近現代史・フィリピン革命研究者
- 渋沢敬三-アチックミューゼアムソサエティは神奈川大学に移設された。「ハーモニアスデヴェロープメント精神」
- 近藤好和（神奈川大学)-武具甲冑の比較研究
- 福田アジオ（神奈川大学)-歴史学者・民俗学者。国立歴史民俗博物館名誉教授
- 藤田富雄（神奈川大学・立教大学）－ラテンアメリカ宗教学者
- 木下良（神奈川大学・國學院大学）－古代道路・交通研究
- 北岡正敏（神奈川大学）－専門は経営工学、韓国軍のベトナム戦争大虐殺を研究報告（ライダイハンの項参照）
- 小山和伸（神奈川大学)-マスコミ（公共放送であるNHK等）の偏向報道に関する研究
- 兼子良夫（神奈川大学・同志社大学）-経済学者地方財源配分を研究
- 三田一郎（神奈川大学・名古屋大学）（素粒子物理学）-カトリック信者。サイト「科学と神」で宇宙の構造を「ウロボロス」に例え分かりやすく説明
- 桜井邦朋（神奈川大学・京都大学・ＮＡＳＡ・メリーランド大学）-宇宙物理学者

### 上記外の実存哲学者・思想家
- 九鬼周造(京都大学)-江戸時代の日本人の思想、「粋」（いき）を実存哲学と比較研究
- 西部邁（東京大学）-1980年代より高度大衆社会・アメリカニズム批判と西欧流保守思想の擁護

### 小説家・劇作家
- 三島由紀夫 -戦後日本の在り方に疑問を持ち、日本国憲法改正の為のクーデター（三島事件）は思想の左右は違えど現実の改革を訴えたものである。小説『絹と明察』でハイデガー『存在と時間』(桑木務訳岩波文庫1961の語尾をかえたものと思われる)を引用、参照し、輸入思想と日本主義の交錯を描いている。また、小説『豊饒の海』4部作は人間の実存に迫る話である。
- 福田恆存 - 早い時期からサルトルを日本に紹介するものの、実存主義には批判的であった
- 安部公房-『壁 (小説)』（かべ）（「S・カルマ氏の犯罪」「バベルの塔の狸」「赤い繭」「洪水」「魔法のチョーク」「事業」）の3部（6編））では有機物と無機物、あるいは「名前」といった情報の世界を比較。
- 大江健三郎-初期の著作『死者の奢り』等には実存主義哲学者サルトルの影響。
- 埴谷雄高-代表作『死靈』では、「虚體」の思想を持ち「自同律」に懐疑を抱く主人公が登場。
- 椎名麟三-代表作『深夜の酒宴』、初期は実存主義作家である、1950年にキリスト教作家に転向。埴谷雄高から批判された。キリスト経転向後の代表著作1955年『美しい女』
- 目取真俊 -沖縄の在日米軍基地問題や沖縄の暴力団にからむ若者の姿を描いた長編小説を描く。

### 政治活動家
- 古賀浩靖（神奈川大学）（三島事件）-生長の家信者-生長の家は「万教帰一」の思想で知られる。
- 小賀正義（神奈川大学）（三島事件）-生長の家信者